# 속암초등학교 위중분교
속암초등학교 위중분교는 경상북도 의성군 단밀면에 있었던 초등학교 분교이다.

## 연혁
- 일자미상 위중국민학교 설립 인가
- 1951년 7월 1일 위중국민학교 개교
- 1994년 3월 1일 속암국민학교 분교장 격하 편입
- 1996년 3월 1일 속암초등학교 위중분교 개편
- 2006년 3월 1일 폐교 및 속암초등학교 통폐합